# Alfreton Town Football Club
El Alfreton Town Football Club es un equipo de fútbol de Inglaterra que juega en la Conference North, la sexta liga de fútbol más importante del país.

## Historia
Fue fundado en el año 1959 en la ciudad de Alfreton, en Derbyshire luego de la fusión de los equipos Alfreton Miners Welfare and Alfreton United, ingresando a la Central Alliance North Division One, aunque dos años después jugarían en la Midland Counties League.
Ganaron títulos en 1970, 1973 y 1977 antes de que la Midland League y la Yorkshire League se fusionaran en 1982, ganando la Northern Counties East League en 1985, campeones de división en 1987 y ascendiendo a la Northern Premier League en 1988, donde después ascenderían a la Conference National en 2011. En su primera temporada en esta división (Quinto nivel en la pirámide futbolística inglesa), el equipo comandado por Nicky Law acabaría en 15.ª posición. Al año siguiente, los de Alfreton se afianzaron en el máximo nivel Non-League inglés acabando en mitad de tabla 13.ª posición. 
La temporada 2013-14 ha sido la mejor de su historia y su objetivo no es otro que el clasificarse para Playoffs de ascenso a League 2, aunque regresaron a la Conference North en la temporada 2014/15.

## Historia en Liga
| Temporada | División | Posición | Notas |
| Alfreton Miners Welfare y Alfreton United se fusionaron para crear al Alfreton Town y se unieron a la Central Alliance Division One               | Alfreton Miners Welfare y Alfreton United se fusionaron para crear al Alfreton Town y se unieron a la Central Alliance Division One | Alfreton Miners Welfare y Alfreton United se fusionaron para crear al Alfreton Town y se unieron a la Central Alliance Division One | Alfreton Miners Welfare y Alfreton United se fusionaron para crear al Alfreton Town y se unieron a la Central Alliance Division One |
| --- | --- | --- | --- |
| 1959–60 | Central Alliance Division One | 4 | – |
| 1960–61 | Central Alliance Division One | 10 | – |
| Se unieron a la Midland Counties League | | | |
| 1961–62 | Midland Counties League | 18 | – |
| 1962–63 | Midland Counties League | 5 | – |
| 1963–64 | Midland Counties League | 4 | – |
| 1964–65 | Midland Counties League | 7 | – |
| 1965–66 | Midland Counties League | 10 | – |
| 1966–67 | Midland Counties League | 8 | – |
| 1967–68 | Midland Counties League | 10 | – |
| 1968–69 | Midland Counties League | 7 | – |
| 1969–70 | Midland Counties League | 1 | Campeón |
| 1970–71 | Midland Counties League | 5 | – |
| 1971–72 | Midland Counties League | 2 | Subcampeón |
| 1972–73 | Midland Counties League | 4 | – |
| 1973–74 | Midland Counties League | 1 | Campeón |
| 1974–75 | Midland Counties League | 3 | – |
| La Midland Counties League se convirtió en la Midland Counties League Premier Division luego de la expansión                                      | | | |
| 1975–76 | Midland Counties League Premier Division                                                                                            | 4 | – |
| 1976–77 | Midland Counties League Premier Division                                                                                            | 1 | Campeón |
| 1977–78 | Midland Counties League Premier Division                                                                                            | 4 | – |
| 1978–79 | Midland Counties League Premier Division                                                                                            | 17 | – |
| 1979–80 | Midland Counties League Premier Division                                                                                            | 10 | – |
| 1980–81 | Midland Counties League Premier Division                                                                                            | 2 | Subcampeón |
| 1981–82 | Midland Counties League Premier Division                                                                                            | 2 | Subcampeón |
| Se ubicaron en la Northern Counties East League Premier Division luego de que se fusionaran la Midland Counties con la Yorkshire football leagues | | | |
| 1982–83 | Northern Counties East League Premier Division                                                                                      | 13 | – |
| 1983–84 | Northern Counties East League Premier Division                                                                                      | 4 | – |
| 1984–85 | Northern Counties East League Premier Division                                                                                      | 4 | – |
| 1985–86 | Northern Counties East League Premier Division                                                                                      | 6 | – |
| 1986–87 | Northern Counties East League Premier Division                                                                                      | 1 | Campeón |
| 1987–88 | Northern Premier League Division One                                                                                                | 11 | – |
| 1988–89 | Northern Premier League Division One                                                                                                | 20 | – |
| 1989–90 | Northern Premier League Division One                                                                                                | 18 | – |
| 1990–91 | Northern Premier League Division One                                                                                                | 22 | – |
| 1991–92 | Northern Premier League Division One                                                                                                | 20 | – |
| 1992–93 | Northern Premier League Division One                                                                                                | 9 | – |
| 1993–94 | Northern Premier League Division One                                                                                                | 6 | – |
| 1994–95 | Northern Premier League Division One                                                                                                | 4 | – |
| 1995–96 | Northern Premier League Division One                                                                                                | 2 | Subcampeón |
| 1996–97 | Northern Premier League Premier Division                                                                                            | 21 | – |
| 1997–98 | Northern Premier League Premier Division                                                                                            | 22 | Descendido |
| 1998–99 | Northern Premier League Division One                                                                                                | 22 | Descendido |
| 1999–2000 | Northern Counties East League Premier Division                                                                                      | 5 | – |
| 2000–01 | Northern Counties East League Premier Division                                                                                      | 3 | – |
| 2001–02 | Northern Counties East League Premier Division                                                                                      | 1 | Campeón |
| 2002–03 | Northern Premier League Division One                                                                                                | 1 | Campeón |
| 2003–04 | Northern Premier League Premier Division                                                                                            | 4 | – |
| Fue ubicado en la Conference North luego de su formación                                                                                          | | | |
| 2004–05 | Conference North | 14 | – |
| 2005–06 | Conference North | 17 | – |
| 2006–07 | Conference North | 14 | – |
| 2007–08 | Conference North | 16 | – |
| 2008–09 | Conference North | 3 | – |
| 2009–10 | Conference North | 3 | – |
| 2010–11 | Conference North | 1 | Campeón |
| 2011–12 | Conference National | 15 | – |
| 2012–13 | Conference National | 13 | – |
| 2013–14 | Conference National | 11 | – |
| 2014-15 | Conference National | 21 | Descendido |
| 2015-16 | National League North | 10 | – |
| 2016-17 | National League North | 18 | – |
| 2017-18 | National League North | 17 | – |

## Palmarés
- Conference North: 1

2010–11
- Northern Premier League First Division: 1

2002–03
- Northern Counties East League: 2

1986–87, 2001–02
- Midland Counties League: 3

1969–70, 1973–74, 1976–77
- Northern Counties East League Cup: 2

1984–85, 2001–02
- Midland Counties League Cup: 3

1971–72, 1972–73, 1973–74

## Jugadores destacados
- Anton Brown – 285 apariciones y 24 goles entre 2006 y 2012 antes de pasar al Harrogate Town F.C..[1]
- Chris Barker –Inició su carrera en las divisiones menores del Alfreton y ha jugado más de 500 partidos en la Football League.
- Grant Brown – 106 apariciones entre 2003 y 2005.[2]
- Lee Butler – 111 apariciones entre 2003 y 2005.[2]
- Aden Flint – Estuvo 3 años en el Alfreton y jugó 2 veces para Inglaterra C antes de firmar con el Swindon Town F.C. en enero del 2011 por £150,000, venta récord en el Alfreton.[3]
- Ryan France – 174 apariciones antes de irse al Hull City F.C. en septiembre del 2003 por £15,000 y jugar en la Premier League.[2]
- Liam Hearn – Anotó 74 goles en 108 juegos y jugó para Inglaterra C antes de irse al Grimsby Town F.C..
- Kyle McFadzean – Jugó 2 veces para Inglaterra C en 2009 y fue fichado por el Crawley Town F.C. en agosto del 2010.[4]
- Colin Prophett – 158 apariciones.[2]
- Theo Streete – 116 apariciones, anotó 2 veces entre 2011 y 2013.[5]